# Julen Guerrero
Julen Guerrero López (Portugalete, 1974. január 7. –) spanyol válogatott labdarúgó, edző. Testvére, José Guerrero szintén labdarúgó volt.

## Pályafutása

### Klubcsapatban
Az Athletic Bilbao akadémiáján nevelkedett, majd itt lett profi játékos is. Előbb a Bilbao Athletic csapatában 12 bajnokin 6 gólt szerzett 1992-ben, aminek köszönhetően felkerült a felnőtt csapatba. 1992. szeptember 20-án Jupp Heynckes irányítása idején a Rayo Vallecano ellen góllal debütált. Az 1996–1997-es szezonban 38 bajnoki mérkőzésen az élvonalban 15 gólt szerzett. Pályafutása alatt a Real Madrid, az FC Barcelona, az Atlético de Madrid, a Juventus FC, az SS Lazio és a Manchester United is le szerette volna igazolni, de ő hűséges maradt klubjához. 2006. július 11-én bejelentette visszavonulását, és a klub ifjúsági csapatainál edzősködött tovább 2008-ig.

### A válogatottban
Tagja volt 1994-es U21-es labdarúgó-Európa-bajnokságon bronzérmet szerző U21-es válogatottnak. A felnőtt válogatott tagjaként az 1994-es labdarúgó-világbajnokságon és az 1998-as tornán, valamint az 1996-os labdarúgó-Európa-bajnokságon is részt vett.

## Sikerei, díjai

### Válogatott
- Spanyolország U21
  - U21-es labdarúgó-Európa-bajnokság bronzérmes: 1994

### Egyéni
- Az év spanyol labdarúgója: 1994